# Megaklita (mjesec)
Megaklita (također Jupiter XIX) je prirodni satelit planeta Jupiter. Retrogradni nepravilni satelit iz grupe Pasiphae s oko 5.4 kilometara u promjeru i orbitalnim periodom od 792.437 dana.